# 派普斯通縣
派普斯通縣（英語：Pipestone County）是美國明尼蘇達州西南部的一個縣，西鄰南達科他州。面積1,207平方公里。根據美國2000年人口普查，共有人口9,895人。縣治派普斯通 (Pipestone)。
成立於1857年5月23日，縣名是「煙斗石」的意思。印地安人用當地紅色的煙斗石製作祭典用的煙斗。